# Costa (Haute-Corse)
Costa település Franciaországban, Haute-Corse megyében. Lakosainak száma 49 fő (2022. január 1.). Costa Ville-di-Paraso és Occhiatana községekkel határos.

## Népesség
A település népességének változása:
| Lakosok száma | 90   | 69   | 46   | 61   | 68   | 65   | 62   | 55   | 51   | 49   |
|               | 1968 | 1982 | 1990 | 2006 | 2013 | 2015 | 2017 | 2019 | 2020 | 2022 |